# Pristomyrmex modestus
Pristomyrmex modestus é uma espécie de formiga do gênero Pristomyrmex, pertencente à subfamília Myrmicinae.